# 鳥取県道501号倉吉東郷自転車道線
鳥取県道501号倉吉東郷自転車道線（とっとりけんどう501ごう くらよしとうごうじてんしゃどうせん）は鳥取県倉吉市から鳥取県東伯郡湯梨浜町を結ぶ自転車・歩行者専用の一般県道である。通称伯耆自転車道。

### 概要
この道路の一部は、旧日本国有鉄道（国鉄）倉吉線の廃線跡を再利用している。

#### 路線データ
- 起点：鳥取県倉吉市石塚（国道313号交点）
- 終点：鳥取県東伯郡湯梨浜町長和田（なごうた）（野花（のきょう）との境界・鳥取県道22号倉吉青谷線（鳥取県道51号倉吉川上青谷線重複）・鳥取県道503号赤碕東郷自転車道線交点）
- 総延長：24.3km

### 路線状況

#### 重複区間
- 鳥取県道34号倉吉赤碕中山線（倉吉市西倉吉町）
- 国道313号（倉吉市西倉吉町 - 倉吉市福吉町2丁目）
- 国道179号（倉吉市見日町 - 倉吉市伊木）
- 鳥取県道503号赤碕東郷自転車道線（東伯郡湯梨浜町はわい長瀬 - 東伯郡湯梨浜町光吉）
- 国道9号（東伯郡湯梨浜町はわい長瀬 - 東伯郡湯梨浜町久留・長瀬東交差点）
- 国道179号（東伯郡湯梨浜町久留）
- 鳥取県道185号東郷湖線（東伯郡湯梨浜町光吉 - 東伯郡湯梨浜町長和田（なごうた））
- 鳥取県道234号東郷羽合線（東伯郡湯梨浜町光吉）
- 鳥取県道22号倉吉青谷線（鳥取県道51号倉吉川上青谷線重複）（東伯郡湯梨浜町長和田（なごうた））

### 地理

#### 通過する自治体
- 鳥取県

- 倉吉市 - 東伯郡湯梨浜町 - 東伯郡北栄町 - 東伯郡湯梨浜町

#### 交差する道路
- 国道313号（倉吉市石塚）
- 鳥取県道237号仙隠岡田線バイパス（鳥取県道312号倉吉環状線重複）（倉吉市北野）
- 鳥取県道34号倉吉赤碕中山線（倉吉市西倉吉町）
- 国道313号・鳥取県道151号倉吉東伯線（倉吉市西倉吉町）
- 鳥取県道205号木地山倉吉線（倉吉市河原町）
- 国道313号（倉吉市福吉町2丁目）
- 鳥取県道161号倉吉江北線（倉吉市宮川町2丁目）
- 鳥取県道236号巌城上灘線（倉吉市見日町）
- 国道179号（倉吉市見日町）
- 国道179号（倉吉市伊木）
- 鳥取県道201号上井北条線（倉吉市上井）
- 鳥取県道249号清谷北条線（倉吉市河北町）
- 鳥取県道320号羽合東伯線（東伯郡湯梨浜町田後（たじり））
- 国道9号・鳥取県道503号赤碕東郷自転車道線（東伯郡湯梨浜町はわい長瀬）
- 国道9号（東伯郡湯梨浜町はわい長瀬）
- 国道9号・国道179号（東伯郡湯梨浜町久留・長瀬東交差点）
- 国道179号（東伯郡湯梨浜町久留）
- 鳥取県道185号東郷湖線（鳥取県道234号東郷羽合線重複）（東伯郡湯梨浜町光吉）
- 鳥取県道234号東郷羽合線（鳥取県道503号赤碕東郷自転車道線重複）（東伯郡湯梨浜町光吉）
- 鳥取県道199号上浅津田後線（東伯郡湯梨浜町はわい温泉）
- 鳥取県道22号倉吉青谷線（鳥取県道51号倉吉川上青谷線重複）・鳥取県道503号赤碕東郷自転車道線（東伯郡湯梨浜町長和田（なごうた）・野花（のきょう）との境界）

#### 沿線
- 旧日本国有鉄道（国鉄）倉吉線廃線跡
  - 起点 - 鳥取県倉吉市西倉吉町
- ロードステーションかみおがも（上小鴨駅跡）
- ロードステーションおがも（小鴨駅跡）
- ロードステーションにしくら（西倉吉駅跡）
- 天神川
- 日本海
- はわい温泉
- 東郷湖